# Алхазурово
Алхазурово (рос. Алхазурово) — село у Урус-Мартановському районі Чечні Російської Федерації.
Населення становить 5493 особи (2019). Входить до складу муніципального утворення Алхазуровське сільське поселення.

## Історія
Згідно із законом від 14 липня 2008 року органом місцевого самоврядування є Алхазуровське сільське поселення.

## Населення
| 1990  | 2002  | 2010  | 2012  | 2013  | 2014  | 2015  |
| ----- | ----- | ----- | ----- | ----- | ----- | ----- |
| 4603  | ↗5440 | ↘4600 | ↗4790 | ↗4950 | ↗5113 | ↗5263 |
| 2016  | 2017  | 2018  | 2019  |       |       |       |
| ↗5308 | ↗5344 | ↗5418 | ↗5493 |       |       |       |

## Персоналії
- Бексултанов Муса Ельмурзаєвич — чеченський письменник.